# Chloris (zoologia)
Chloris Cuvier, 1800 è un genere di uccelli passeriformi della famiglia Fringillidae.

## Etimologia
Il nome del genere, Chloris, deriva dal greco χλωρις (khlōris), indicante per l'appunto il verdone e derivante a sua volta dalla parola χλωρος (khlōros, "verde"), in riferimento al colore predominante della livrea di questi uccelli: Cloride era inoltre una delle Pieridi, trasformate in uccelli dalle Muse a causa della loro hybris.

## Descrizione
I verdoni sono uccelletti lunghi 12–16 cm, dall'aspetto robusto e massiccio, muniti di grossa testa squadrata con robusto becco conico, ali appuntite e coda lievemente forcuta: il piumaggio, come intuibile dal nome, è dominato dalle tonalità del giallo-verdastro in tutta l'area cefalica e ventrale, mentre il dorso è più grigiastro e remiganti e coda sono nere, le prime con barre alari gialle. Le specie del Sud-est asiatico presentano inoltre aree nere più estese, che possono comprendere anche testa e dorso.

## Biologia
I verdoni sono uccelli molto miti e socievoli, dalle abitudini diurne, che si nutrono perlopiù di semi e granaglie e si riproducono a partire dalla tarda primavera, mostrando costumi rigidamente monogami.

## Distribuzione e habitat
Sebbene la specie tipo sia diffusa in gran parte dell'Europa e in Nordafrica, tutte le altre specie di verdone vivono in Asia, popolando la catena dell'Himalaya, il sud-est asiatico e l'estremo oriente: il loro habitat è rappresentato dalle aree alberate a prevalenza di conifere, con le specie asiatiche che tendono a prediligere le aree collinari e montane.

## Tassonomia
Al genere vengono ascritte cinque specie:
- Chloris chloris (Linnaeus, 1758) - verdone europeo
- Chloris sinica (Linnaeus, 1766) - verdone orientale
- Chloris spinoides (Vigors, 1831) - verdone pettogiallo
- Chloris monguilloti (Delacour, 1926) - verdone del Vietnam
- Chloris ambigua (Oustalet, 1896) - verdone testanera

Sono state inoltre scoperte due specie fossili di verdone:
- Chloris aurelioi † Rando et al., 2010
- Chloris triasi † Alcover & Florit, 1987

Fino a tempi recenti, il genere Chloris veniva considerato un sottogenere di Carduelis, rispetto al quale tuttavia i verdoni rimangono piuttosto distinti e dal quale viene attualmente in genere segregato.
Nell'ambito della tribù dei Carduelini, il genere occupa un clade piuttosto basale rispetto agli altri, vicino al trombettiere del deserto ed ai frosoni arabi del genere Rhynchostruthus.